# YoungHeart Manawatu
YoungHeart Manawatu war ein neuseeländisches Fußball-Franchise aus Palmerston North, das von seiner Gründung 2004 bis 2013 in der New Zealand Football Championship spielte. Nach der Saison 2012/13, welche man wie die beiden Spielzeiten zuvor als Tabellenletzter abschloss, erhielt der Klub keine neue Lizenz für die Liga. Dem Franchise gehörte 2007, sowie ab 2009 eine U-20-Mannschaft an, die an der National Youth League teilnahm. Diese Mannschaft bestand auch nach der Auflösung der Seniorenmannschaft bis 2015 weiter, ab 2014 unter dem Namen Manawatu United.
Das Franchise trug seine Heimspiele im Memorial Park aus. In der Ewigen Tabelle belegt YoungHeart Manawatu, deren Fans als „Green Frenzy“ bekannt waren, mit 178 Punkten den sechsten Platz (von zehn).
Bilanz von YoungHeart Manawatu in der Football Championship:
| Sp. | S  | U  | N  | T   | GT  | Diff. | Pkte. |
| --- | -- | -- | -- | --- | --- | ----- | ----- |
| 154 | 51 | 25 | 78 | 253 | 344 | −91   | 178   |

## Bekannte Spieler
- Campbell Banks (2005 bis 2006)
- Raffaele De Gregorio (2008 bis 2009)
- Peni Finau (2007 bis 2008)
- Alick Maemae (2009)
- Commins Menapi (2005 bis 2006)
- Steven Old (2004 bis 2006)
- Tim Richardson (2006 bis 2008)
- Nick Roydhouse (2006 bis 2008)
- Nelson Sale (2006 bis 2007, 2009)
- Jarrod Smith (2002)
- Michael Utting (2005 bis 2006, 2007 bis 2008)
- Osea Vakatalesau (2007 bis 2008)
- Jan Weissenfeldt (2008 bis 2009)

## Saisonbilanzen
| Saison  | Liga                              | Platz | S  | U | N  | Tore  | Punkte | Play-offs                                                                                         |
| ------- | --------------------------------- | ----- | -- | - | -- | ----- | ------ | ------------------------------------------------------------------------------------------------- |
| 2004/05 | New Zealand Football Championship | 8.    | 4  | 6 | 11 | 26:36 | 18     |                                                                                                   |
| 2005/06 | New Zealand Football Championship | 2.    | 14 | 4 | 3  | 50:29 | 46     | Runde 1: 4:5 i. E. (0:0 n. V.) (H) gegen Canterbury United Runde 2: 2:3 (H) gegen Team Wellington |
| 2006/07 | New Zealand Football Championship | 2.    | 14 | 3 | 4  | 58:30 | 45     | Elimination Final: 1:3 (H) gegen Auckland City FC                                                 |
| 2007/08 | New Zealand Football Championship | 6.    | 5  | 2 | 14 | 32:57 | 17     |                                                                                                   |
| 2008/09 | New Zealand Football Championship | 3.    | 7  | 2 | 5  | 22:19 | 23     | Halbfinale: 3:1 (H) und 0:3 (A) gegen Auckland City FC                                            |
| 2009/10 | New Zealand Football Championship | 7.    | 4  | 4 | 6  | 19:24 | 16     |                                                                                                   |
| 2010/11 | New Zealand Football Championship | 8.    | 1  | 1 | 12 | 19:38 | 4      |                                                                                                   |
| 2011/12 | New Zealand Football Championship | 8.    | 0  | 3 | 11 | 12:61 | 3      |                                                                                                   |
| 2012/13 | New Zealand Football Championship | 8.    | 2  | 0 | 12 | 15:50 | 6      |                                                                                                   |

## Logos

Logo von Manawatu United